# Scarborough Castle
Scarborough Castle är ett slott i Storbritannien.   Det ligger i grevskapet North Yorkshire och riksdelen England, i den centrala delen av landet, 300 km norr om huvudstaden London. Scarborough Castle ligger 76 meter över havet.
Terrängen runt Scarborough Castle är platt. Havet är nära Scarborough Castle åt nordost. Runt Scarborough Castle är det ganska tätbefolkat, med 129 invånare per kvadratkilometer. Närmaste större samhälle är Scarborough, 1,3 km sydväst om Scarborough Castle. 